# Most Dona Ana
Most Dona Ana – most w Mozambiku zbudowany nad rzeką Zambezi. Łączący miasta Mutarara i Vila de Sena. Został otwarty w 1935 roku. Jest najdłuższym mostem na Zambezi.

## Historia
W 1912 roku Brytyjska Kompania Południowoafrykańska uzyskała od rządu Nyasaland wsparcie finansowe przy budowie. Projekt mostu rozpoczęto w 1922 roku. W 2006 roku most został zamknięty dla ruchu samochodowego.

## Konstrukcja
Most składa się z 40 przęseł: 33 stawianych co 80 metrów oraz 7 stawianych co 50 metrów. Ma łączną długość 3670 m. Został zrobiony ze stalowych kratownic.

## Renowacja
W 2017 roku most został poddany renowacji. Renowacja była zaplanowana na 90 dni pracy, a jej koszt wyniósł około 35 tys. dolarów. Renowacja polegała na wymianie chodnika, części profili oraz ich ponownym malowaniu. Wymieniono także około 100 lamp ulicznych.